# 阿默斯特 (纽约州)
阿默斯特（英語：Amherst）是位于美国纽约州伊利县的一个镇，地处伊利县北部。2010年美国人口普查时，该镇有12.2万人，是布法罗人口最多的郊区。纽约州立大学布法罗分校北校区即位于该镇。